# Sabine Fischer (Regisseurin)
Sabine Fischer geborene Kassan (* 19. August 1953 in Hagenow) ist eine deutsche Regisseurin, Autorin und Filmproduzentin vor allem von Fernsehsendungen für Kinderprogramme.

## Leben
Nach dem Abitur studierte Sabine Fischer von 1973 bis 1978 Regie an der Hochschule für Film und Fernsehen der DDR in Potsdam-Babelsberg und schloss mit dem Diplom ab. 
Für das Kinderprogramm des Fernsehens der DDR gestaltete sie Sendungen, wie z. B. Guckkasten. 1981 entwickelte sie gemeinsam mit der Redakteurin Renate Hofmann das Format Brummkreisel, eine etwa halbstündige Unterhaltungssendung für Vier- bis  Sechsjährige, mit den Darstellern Joachim Kaps als Achim und Hans-Joachim Leschnitz als Kunibert Männchen. Bis zur Wende realisierte sie 99 Folgen Brummkreisel.
Nach der Wende machte sich Sabine Fischer mit ihrem Ehemann, einem Diplom-Kameramann, als Film- und Fernsehproduzenten mit ihrer Firma „fischer tv + film“ selbständig. Im Auftrag des rbb produzierten sie von 2003 bis 2015 das 15-minütige Bücherjournal „quergelesen“ für den Kika, in dem jeden Monat Kinderbücher vorgestellt wurden.
Fischer entwickelte und gestaltete zahlreiche Reihen für den ORB/rbb; z. B. den ORB-Club mit Karsten Blumenthal; Fernsehen von damals. Sie führte Regie bei  Trick- und Realgeschichten für Unser Sandmännchen; z. B. die Reihe „Der kleine Rabe Socke“. Von 1998 bis 2006 entwickelte und realisierte sie das Weihnachtsmärchenrätsel mit Angelika Mann (Regie und Co-Autorin) für die Adventssonntage und die Weihnachtsfeiertage im ORB/rbb.
2012 produzierte und inszenierte Sabine Fischer die erste Staffel Geschichtenerzähler mit Axel Prahl für das Sandmännchen. Weitere Staffeln entstanden unter ihrer Bearbeitung und Produktion mit Thomas Rühmann, Katharina Thalbach, Benno Fürmann und Anna Fischer.
Sabine Fischer lebt und arbeitet in Fichtenwalde bei Berlin.